# Долна Любата
Долна или Долня Любата (на сръбски: Доња Љубата или Donja Ljubata) е село в Община Босилеград, Сърбия.

## География
Долна Любата се намира на 14 километра западно от Босилеград, на пътя за Враня. Разположено е по протежение на Любатската река, в която от лявата страна се вливат потоците Кози дол и Широки дол, а от дясната – Криви дол и Раньин дол. Центърът на селото се намира на левия бряг на Любатска река, край устието на Кози дол. Под селото и под Глошка планина е построен тунел с дължина 6600 м., който отвежда водата на Любатска река в изкуственото Лисинско езеро.
Землището на Долна Любата е 38 кв. км.

### Махали
Традиционно селото е разпръснато на махали. Най-отдалечена е махалата Бръзацѝ (Бързацѝ), разположена на два часа път пеша от центъра, в Кози дол, под върха на планината Валози (Валодзи). Пак в Кози дол се намира махалите Джурчовци, Качарѐвци, Царковица, Кульинци, Долинци (Долинарѐ), Топу̀зова (Топузовци), Шума̀нова (Шуманье), Дурацѝ и Петковци. В центъра на селото е махалата Село, в което се намира и местната църква и административни сгради. В Широки дол са: Стругалница, Богдановци, Кокошкаре, Трънци и Соленици. На десния бряг на реката е Вѝдимска (Видинска) махала, Га̀щевица. Други махали са: Турско Осое (Бубевци), Бѐла Вода, Клагье, Шуглевци, Мишинци, Цвеинци и Кръст. Махалата Клису̀ра в по течението на реката, в миналото три нейни къщи са били разположени на левия бряг, а една – на десния.
Климатът на отделните махали се различава, тъй като се намират на различна надморска височина.

## История
В землището на селото, в махалите Долинци, Село и Мулинци са намирани редица останки от предишни епохи – църква, гробище, рудник за олово.
Селото се споменава в османски регистър от 1576 година. В регистър на джелепкешани от 1576 г. селото е отбелязано като част от каза Илидже. Посочени са четири местни жители, натоварени да доставят общо 120 овце.
В 1864 година Долна Любата, отбелязано като Любата зир, е господарско село, което има 66 ханета, а в 1866 година - 80 ханета (572 жители). Данните за 1874 година са - 108 ханета и 356 мъже, от които четирима - цигани-християни. През същата година е записано, че местните жители притежават 4430 овце, а земята е 5777 дьонюма.
От 1860 година функционира местно училище, което първоначално се помещава в църковна сграда, а сетне – в частни сгради. Пръв учител е поп Стефан Старио от Кюстендил.
От 1878 до 1920 година селото е в границите на България. То е център на селска община, която е част от Изворска, а по-късно - Босилеградска околия. След разформироването на последната през 1901 година Долнолюбатска община преминава към Кюстендилска околия.
През 1882 година е построена първата училищна сграда, която има две учебни стаи. В новото училище започват да ходят и момичета. На 15 май 1917 година сръбска чета, водена от Коста Пекянец, напада и плячкосва селото, убива местния учител Стою Попов.
По силата на Ньойския договор от 1919 година селото е включено в пределите на Кралството на сърби, хървати и словенци (Югославия). През този период жителите му са подложени на насилствена асимилация и на репресии, които включват убийства. През януари 1926 година, при завръщането си от Кюстендил, където прави покупки за бъдещата си сватба, е убит местният жител Стойне Цветков. През 1929 година в района на Долна Любата са закарани близо 600 арестувани българи от Босилеградско и от частите на бившата Трънска околия, окупирани от Сърбия през 1920 година. Някои източници от епохата дори определят мястото, където са задържани тези българи, като „концентрационен лагер“, според други – в арестантския лагер хората са измъчвани и бити.
В 1929-1930 година на мястото на старата е построена нова училищна сграда. Училището е централно и в него се обучават и ученици от селата Горна Любата, Мусул, Барйе, Плоча, Дукат, Църнощица и Гложйе.
През 1941-1944 година Долна Любата, както и останалите села в Западните покрайнини, е под българско управление. През 1941 година е открита прогимназия. На 8 септември същата година е създадено читалище „Христо Ботев“, с пръв председател Владимир Гешев (учител), подпредседател – Александър Трайков (свещеник), секретар – Асен Милошев (чиновник) и съветници – Методи Стоилков (шивач), Евтим Спасов (бакалин) и Стойне Цветков (земеделец). В Контролната комисия на читалището влизат Владимир Попов, Стоян Дойчинов, Драган Костадинов, Анто Антов и Симеон Харизанов.
След 1944 година Долна Любата отново е в границите на Югославия и наследилата я след разпада ѝ Сърбия.

## Население
Според данни от преброяването през 2002 година 79,74% от жителите на селото са българи, 15,69% сърби, 0,25% македонци.

## Културни забележителности
В селото има църква, носеща името „Св. Спас“. Тя е възстановена по настояване на местните българи през 2006 г. През Възраждането (1839 г.) в църквата е имало килийно училище.

## Редовни събития
В миналото традиционният събор на селото се е провеждал на 14 октомври, Петковден, наричан и Пѐчинден.

## Личности
Родени в Долна Любата
- Александър Младенов (1936) – просветен деец, краевед.